# 東郷村 (福井県敦賀郡)
東郷村（とうごうむら）は福井県敦賀郡にあった村。現在の敦賀市中心部の東方一帯にあたる。

## 地理
- 山岳：鉢伏山
- 河川：木の芽川

## 歴史
- 1889年（明治22年）4月1日 - 町村制の施行により、谷村、高野村、中村、舞崎村、余座村、井川村、大蔵村、谷口村、樫曲村、池河内村、獺河内村、越坂村、田尻村、葉原村及び新保村の区域をもって、東郷村が発足する。
- 1945年（昭和20年）7月12日 - 敦賀空襲により被災。
- 1955年（昭和30年）1月15日 - 敦賀市に編入する。

## 交通

### 鉄道路線
- 日本国有鉄道
  - 北陸本線
    - 新保駅（北陸トンネル開通のため廃止）

### 道路
- 北国街道（現・国道476号）

現在は旧村域に北陸自動車道の敦賀インターチェンジが所在するが、当時は未開通。